# Бернотас, Эрик
Эрик Бернотас (англ. Eric Bernotas, 5 августа 1971, Уэст-Честер, Пенсильвания) — американский скелетонист, выступавший за сборную США в 2000-е годы. Участник двух зимних Олимпийских игр, неоднократный призёр различных этапов Кубков Америки, Европы и мира, обладатель нескольких медалей чемпионата мира, трёхкратный чемпион национального первенства.

## Биография
Эрик Бернотас родился 5 августа 1971 года в городе Уэст-Честер, штат Пенсильвания. Заниматься скелетоном начал довольно поздно, в тридцатилетнем возрасте, причём попал в этот вид спорта совершенно случайно. Однажды в 2002 году они с другом ехали на машине и, повернув не в том месте, оказались рядом с санно-бобслейной трассой в Лейк-Плэсиде, став свидетелями тренировки скелетонистов. Бернотас буквально с первого взгляда влюбился в скелетон и решил попробовать себя в этой дисциплине, вскоре прошёл отбор в национальную сборную и в ноябре 2004 года дебютировал на Кубке мира. В первых же своих международных заездах, состоявшихся на этапе в немецком Винтерберге, занял одиннадцатое место, тогда как на следующем этапе уже был восьмым.
Первую кубковую победу одержал в сезоне 2004/05, заняв по итогам сезона шестое место общего зачёта, а на чемпионате мира 2005 года финишировал восьмым. Благодаря череде удачных выступлений в 2006 году Бернотас удостоился права защищать честь страны на Олимпийских играх в Турине, где после окончания всех попыток занял шестую позицию. На чемпионате мира 2007 года в швейцарском Санкт-Морице выиграл серебро сразу в двух дисциплинах, приехав вторым в мужском одиночном разряде и в состязаниях смешанных команд по бобслею и скелетону. Этот сезон получился самым успешным в отношении кубковых результатов — Бернотас выступал настолько хорошо, что после окончания цикла соревнований оказался на втором месте в мировом рейтинге скелетонистов. В 2009 году пополнил медальную коллекцию бронзовой наградой смешанных соревнований, показав третий результат на домашней трассе в Лейк-Плэсиде. Ездил соревноваться на Олимпийские игры в Ванкувер, однако выступил там значительно хуже предыдущего раза, сумев подняться лишь до четырнадцатой позиции. Заняв в общем зачёте Кубка мира 2009/10 девятое место, вскоре из-за повреждения ноги, полученного во время тренировки, вынужден был завершить карьеру профессионального спортсмена. В сезоне 2010/11 участвовал только в первых американских этапах, а в Европу уже не поехал.
На протяжении всей спортивной жизни Эрик Бернотас боролся с алкоголизмом и депрессией, кроме того, он страдает от синдрома Туретта. Будучи христианином, он неоднократно говорил роли Бога в своей карьере, на религиозной передаче The 700 Club спортсмен признался, что именно вера помогла ему преодолеть многие трудности и добиться успеха в спорте. Ныне проживает в городке Эйвондэйл, продолжает работать в сборной США по скелетону в качестве тренера, занимаясь подготовкой подрастающего поколения.